# Arrondissement de Fontenay-le-Comte
L'arrondissement de Fontenay-le-Comte est une division administrative française située dans le département de la Vendée et la région des Pays-de-la-Loire.

## Histoire
La création de l'arrondissement, en 1800, est permise par la loi concernant la division du territoire de la République et l'administration du 28 pluviôse an VIII (17 février 1800). À l'origine, l'arrondissement abrite la préfecture du département de la Vendée, Fontenay-le-Comte.
L'arrêté du 9 brumaire an X (31 octobre 1801) no 1 017 portant réduction des justices de paix du département de la Vendée distribue les cantons dépendant de l'arrondissement, au nombre de onze : Chaillé-les-Marais, Chantonnay, La Châteigneraie, Fontenay-le-Comte, L'Hermenault, Luçon, Maillezais, Mareuil, Pouzauges-la-Ville, Sainte-Hermine et Saint-Hilaire-sur-l'Autise.
Par un décret impérial du 5 prairial an XII (25 mai 1804), la préfecture de la Vendée est transférée de Fontenay-le-Comte à Napoléon.
La loi relative à diverses modifications dans la circonscription du territoire du 21 juillet 1824 redéfinit le territoire d'exercice de l'arrondissement : alors que les cantons de Chantonnay et de Mareuil quittent l'arrondissement pour celui de Bourbon-Vendée, plusieurs communes sont réaffectées à des cantons situés dans l'arrondissement abritant le siège préfectoral. Ainsi, à partir de cette date, l'arrondissement de Fontenay-le-Comte se compose des cantons de Chaillé-les-Marais,  La Châtaigneraie, Fontenay-le-Comte, L'Hermenault, Luçon, Maillezais, Pouzauges, Sainte-Hermine et  Saint-Hilaire-des-Loges.
À la suite redécoupage cantonal opéré en 2014 et rendu officiel à compter du 2 avril 2015, les périmètres des arrondissements ne correspondent plus aux limites des nouveaux cantons du département. Trois d'entre eux sont recouverts dans leur intégralité (La Châtaigneraie, Fontenay-le-Comte et Luçon) tandis que trois autres ne le sont que partiellement (Chantonnay, Les Herbiers et Mareuil-sur-Lay-Dissais).
Au 1er janvier 2017, dans le cadre de la rationalisation des limites administratives de l'État vis-à-vis des intercommunalités à fiscalité propre, l'arrondissement accueille onze communes de l'arrondissement de La Roche-sur-Yon : Bessay, La Bretonnière-la-Claye, Château-Guibert, Corpe, La Couture, Mareuil-sur-Lay-Dissais, Moutiers-sur-le-Lay, Péault, Les Pineaux, Rosnay et Sainte-Pexine. Cette modification élève le nombre de communes à 112, en prenant en compte la création d'Auchay-sur-Vendée.
Par arrêté du préfet de région daté du 30 décembre 2021 avec effet au 1er janvier 2022, le territoire de l'ancienne commune de L'Aiguillon-sur-Mer est extrait de l'arrondissement de Fontenay-le-Comte le jour de la fusion de cette dernière avec La Faute-sur-Mer. L'Aiguillon-la-Presqu'île, la collectivité résultant de leur association, est, depuis son érection, entièrement comprise dans l'arrondissement des Sables-d'Olonne.
Au 1er janvier 2023, le nombre de communes de l'arrondissement passe de 109 à 107 à la suite de la création de la commune nouvelle de Terval par regroupement de Breuil-Barret, La Chapelle-aux-Lys et La Tardière.
Au 1er janvier 2024, le nombre de communes de l'arrondissement passe de 107 à 105 à la suite de la création de la commune nouvelle de Rives-du-Fougerais par regroupement de Cezais, Saint-Sulpice-en-Pareds et Thouarsais-Bouildroux.

## Composition
Au 1er janvier 2024, l'arrondissement groupe les 105 communes suivantes :
1. Antigny
2. Auchay-sur-Vendée
3. Bazoges-en-Pareds
4. Benet
5. Bessay
6. Bouillé-Courdault
7. Le Boupère
8. Bourneau
9. La Bretonnière-la-Claye
10. La Caillère-Saint-Hilaire
11. Chaillé-les-Marais
12. Champagné-les-Marais
13. La Chapelle-Thémer
14. Chasnais
15. La Châtaigneraie
16. Château-Guibert
17. Chavagnes-les-Redoux
18. Cheffois
19. Corpe
20. La Couture
21. Damvix
22. Doix lès Fontaines
23. Faymoreau
24. Fontenay-le-Comte
25. Foussais-Payré
26. Grues
27. Le Gué-de-Velluire
28. L'Hermenault
29. L'Île-d'Elle
30. La Jaudonnière
31. Lairoux
32. Le Langon
33. Liez
34. Loge-Fougereuse
35. Longèves
36. Luçon
37. Les Magnils-Reigniers
38. Maillé
39. Maillezais
40. Mareuil-sur-Lay-Dissais
41. Marillet
42. Marsais-Sainte-Radégonde
43. Le Mazeau
44. La Meilleraie-Tillay
45. Menomblet
46. Mervent
47. Monsireigne
48. Montournais
49. Montreuil
50. Moreilles
51. Mouilleron-Saint-Germain
52. Moutiers-sur-le-Lay
53. Mouzeuil-Saint-Martin
54. Nalliers
55. L'Orbrie
56. Péault
57. Petosse
58. Les Pineaux
59. Pissotte
60. Pouillé
61. Pouzauges
62. Puy-de-Serre
63. Puyravault
64. Réaumur
65. La Réorthe
66. Rives-d'Autise
67. Rives-du-Fougerais
68. Rosnay
69. Saint-Aubin-la-Plaine
70. Saint-Cyr-des-Gâts
71. Saint-Denis-du-Payré
72. Saint-Étienne-de-Brillouet
73. Sainte-Gemme-la-Plaine
74. Sainte-Hermine
75. Saint-Hilaire-des-Loges
76. Saint-Hilaire-de-Voust
77. Saint-Jean-de-Beugné
78. Saint-Juire-Champgillon
79. Saint-Laurent-de-la-Salle
80. Saint-Martin-de-Fraigneau
81. Saint-Martin-des-Fontaines
82. Saint-Martin-Lars-en-Sainte-Hermine
83. Saint-Maurice-des-Noues
84. Saint-Maurice-le-Girard
85. Saint-Mesmin
86. Saint-Michel-en-l'Herm
87. Saint-Michel-le-Cloucq
88. Sainte-Pexine
89. Saint-Pierre-du-Chemin
90. Saint-Pierre-le-Vieux
91. Sainte-Radégonde-des-Noyers
92. Saint-Sigismond
93. Saint-Valérien
94. Sérigné
95. Sèvremont
96. La Taillée
97. Tallud-Sainte-Gemme
98. Terval
99. Thiré
100. Triaize
101. Les Velluire-sur-Vendée
102. Vix
103. Vouillé-les-Marais
104. Vouvant
105. Xanton-Chassenon

## Évolution du nombre de communes
| 9 brumaire an X | 21 juillet 1824 | 1er janvier 1974 | 1er janvier 1975 | 1er janvier 2000 | 1er janvier 2016 | 1er janvier 2017 | 1er janvier 2019 | 1er janvier 2022 | 1er janvier 2023 |
| --------------- | --------------- | ---------------- | ---------------- | ---------------- | ---------------- | ---------------- | ---------------- | ---------------- | ---------------- |
| 161             | —               | 109              | 108              | 107              | 102              | 112              | 110              | 109              | 107              |

## Démographie
En 2022, l'arrondissement comptait 140 477 habitants.
| 1968    | 1975    | 1982    | 1990    | 1999    | 2006    | 2011    | 2016    | 2021    |
| ------- | ------- | ------- | ------- | ------- | ------- | ------- | ------- | ------- |
| 114 298 | 115 479 | 118 809 | 119 665 | 119 403 | 125 696 | 131 016 | 141 620 | 139 706 |

| 2022    | - | - | - | - | - | - | - | - |
| ------- | - | - | - | - | - | - | - | - |
| 140 477 | - | - | - | - | - | - | - | - |

## Sous-préfets
| Période | Période  | Identité                            | Fonction précédente | Observation                                                           |
| ------- | -------- | ----------------------------------- | ------------------- | --------------------------------------------------------------------- |
|         |          |                                     |                     |                                                                       |
|         |          |                                     |                     |                                                                       |
|         |          |                                     |                     |                                                                       |
| 1970    | 1972     | Pierre-Henry Maccioni               |                     |                                                                       |
|         |          |                                     |                     |                                                                       |
|         |          |                                     |                     |                                                                       |
|         |          |                                     |                     |                                                                       |
|         |          |                                     |                     |                                                                       |
|         |          |                                     |                     |                                                                       |
|         |          |                                     |                     |                                                                       |
|         |          |                                     |                     |                                                                       |
|         |          |                                     |                     |                                                                       |
|         |          |                                     |                     |                                                                       |
|         |          |                                     |                     |                                                                       |
|         |          |                                     |                     |                                                                       |
|         |          |                                     |                     |                                                                       |
|         |          |                                     |                     |                                                                       |
| 1996    | 2000     | François de Barbeyrac Saint Maurice |                     | Décret du PR du 17 août 1996                                          |
| 2001    | 2007     | Alain Coulas                        |                     | Décret du PR du 11 janvier 2001                                       |
| 2007    | 2009     | Francis Cloris                      |                     | Décret du PR du 28 mars 2007                                          |
| 2009    | 2011     | Jean-Marie Huftier                  |                     | Décret du PR du 17 juin 2009                                          |
| 2011    | 2013     | Béatrice OBARA                      |                     | Par décret du Président de la République en date du 15 septembre 2011 |
| 2013    | 2016     | Corinne BLANCHOT-PROSPER            |                     | Par décret du Président de la République en date du 17 décembre 2013  |
| 2016    | 2018     | Sébastien Abdul                     |                     | Par décret du Président de la République en date du 16 septembre 2016 |
| 2018    | 2020     | Annick PÂQUET                       |                     | Par décret du Président de la République en date du 03 août 2018      |
| 2020    | En cours | Grégory Lecru                       |                     | Par décret du Président de la République en date du 23 avril 2020     |
|         |          |                                     |                     |                                                                       |

## Conseil d'arrondissement
Membres connus du conseil d'arrondissement :
- Raoul de Vexiau (1841-1929) : conseiller d'arrondissement en 1876